# Angelica (Wisconsin)
Angelica es un lugar designado por el censo ubicado en el condado de Shawano en el estado estadounidense de Wisconsin. En el Censo de 2010 tenía una población de 92 habitantes y una densidad poblacional de 22,68 personas por km².

## Geografía
Angelica se encuentra ubicado en las coordenadas 44°40′30″N 88°19′18″O / 44.67500, -88.32167. Según la Oficina del Censo de los Estados Unidos, Angelica tiene una superficie total de 4.06 km², de la cual 4.06 km² corresponden a tierra firme y (0%) 0 km² es agua.

## Demografía
Según el censo de 2010, había 92 personas residiendo en Angelica. La densidad de población era de 22,68 hab./km². De los 92 habitantes, Angelica estaba compuesto por el 100% blancos, el 0% eran afroamericanos, el 0% eran amerindios, el 0% eran asiáticos, el 0% eran isleños del Pacífico, el 0% eran de otras razas y el 0% pertenecían a dos o más razas. Del total de la población el 0% eran hispanos o latinos de cualquier raza.